# Eta Indi
Désignations
Eta Indi (en abrégé η Ind) est une étoile de la constellation australe de l'Indien. Elle est visible à l'œil nu avec une magnitude apparente de 4,51. L'étoile présente une parallaxe annuelle de 41,34 mas mesurée par le satellite Gaia, ce qui indique qu'elle est distante de ∼ 78,9 a.l. (∼ 24,2 pc) de la Terre. Elle s'en rapproche à une vitesse radiale héliocentrique de −4 km/s. Eta Indi apparaît être membre de l'association de l'Octant, qui est un groupe de 62 étoiles âgées de 30 à 50 millions d'années et qui suivent un mouvement commun dans l'espace.
Eta Indi est classée comme une sous-géante blanche de type spectral A9 IV. En 2017, on s'est rendu compte que l'étoile est une possible variable hybride de types Delta Scuti et Gamma Doradus. Elle est estimée être 1,6 fois plus massive que le Soleil et avoir 2,27 fois le rayon solaire. L'étoile est 7,6 fois plus lumineuse que le Soleil et sa température de surface est de 7 694 K. Elle tourne sur elle-même à une vitesse de rotation projetée de 75 km/s.